# Prêmio Jabuti - Artes
Artes é uma das categorias do Prêmio Jabuti, tradicional prêmio brasileiro de literatura que é realizado desde 1959.

## História
A primeira vez que livros com conteúdo ligado ao estudo sobre as artes foram contemplados no Prêmio Jabuti foi em 2004, com a criação da categoria "Arquitetura e Urbanismo, Comunicação e Artes". Em 2006, houve uma ampliação do escopo da categoria, que passou a ser chamada "Arquitetura e Urbanismo, Fotografia, Comunicação e Artes". Apenas em 2011, os quatro temas foram separados em categorias independentes, existindo pela primeira vez uma categoria voltadas exclusivamente para o tema "Artes".
Contudo, a categoria "Artes" durou apenas dois anos, sendo mesclada em 2013 com a categoria "Fotografia" em uma categoria chamada "Artes e Fotografia". Em 2015, houve uma nova fusão, desta vez com "Arquitetura e Urbanismo", surgindo a categoria "Arquitetura, Urbanismo, Artes e Fotografia". Em 2018, após uma reformulação completa no Prêmio Jabuti, voltou a existir uma categoria chamada apenas "Artes", contudo, segundo o regulamento do prêmio, ela é voltada a todos os temas ligados às artes, "tais como Arquitetura e Urbanismo, Artes Visuais, Artes Cênicas e Performáticas, Cinema, Fotografia, TV, Design e Música".
Esta categoria não deve ser confundida com a categoria "Livro de Arte", premiada entre 1978 e 1986, que era voltada às publicações que traziam reproduções ou exibições das mais diversas formas de arte, como pinturas, esculturas, arquitetura, etc., não sendo voltadas contudo ao estudo da arte.
Em 2011 e 2012, os três primeiros colocados eram considerados vencedores do Prêmio Jabuti. A partir de 2018, apenas o primeiro colocado voltou a ser considerado vencedor da categoria.

## Vencedores
| Ano  | Vencedor(a)                              | Vencedor(a)                                | Obra                                                           | Editora                                                         | Outros finalistas | Nota(s)       |
| ---- | ---------------------------------------- | ------------------------------------------ | -------------------------------------------------------------- | --------------------------------------------------------------- | --- | ------------- |
| 2011 | 1º                                       | Aimar Labaki e Germano Pereira             | Os Satyros                                                     | Imprensa Oficial do Estado de São Paulo                         | | [ 6 ]         |
| 2011 | 2º                                       | Antonio D'Avossa e Solange Oliveira Farkas | Joseph Beuys – A Revolução Somos Nós                           | Associação Cultural Vídeobrasil                                 | | [ 6 ]         |
| 2011 | 3º                                       | Nelson Brissac Peixoto                     | Paisagens Críticas. Robert Smithson: Arte, Ciência e Indústria | Fapesp, Senac SP e Educ                                         | | [ 6 ]         |
| 2012 | 1º                                       | Weydson Barros Leal                        | Samico                                                         | Editora Bem Te Vi                                               | | [ 7 ]         |
| 2012 | 2º                                       | Daisy Peccinini                            | Brecheret e a Escola de Paris                                  | Fm Editorial                                                    | | [ 7 ]         |
| 2012 | 3º                                       | Eucanaã Ferraz                             | F. O. Fayga Ostrower Ilustradora                               | Instituto Moreira Salles                                        | | [ 7 ]         |
| 2018 | Dib Carneiro Neto e Rodrigo Louçana Audi | Dib Carneiro Neto e Rodrigo Louçana Audi   | Imaginai! O teatro de Gabriel Villela                          | Edições Sesc São Paulo                                          | - A fugitiva (Lorenzo Mammì / editora Companhia das Letras) - Cildo – estudos, espaços, tempo (Diego Matos e Guilherme Wisnik / editora Ubi) - Contornos do (In)visível: Racismo e Estética na Pintura Brasileira (1850-1940) (Tatiana Lotierzo / Editora da Universidade de São Paulo) - Corpo a Corpo: A Disputa das Imagens, da Fotografia à Transmissão ao Vivo (Thyago Nogueira / Thyago Nogueir Instituto Moreira Salles) - Estratégias da arte em uma era de catástrofes (Maria Angélica Melendi / editora Cobogó) - Feminino e plural: Mulheres no cinema brasileiro (Karla Holanda e Marina Cavalcanti Tedesco, org. / editora Papirus) - História do Brasil em 100 fotografias (Ana Cecilia Impellizieri Martins e Luciano Figueiredo / editora Bazar do Tempo) - São Paulo nas alturas: a revolução modernista da arquitetura e do mercado imobiliário nos anos 1950 e 1960 (Raul Juste Lores / editora Publifolha: Selo Três Estrelas) - Trocando em miúdos as minhas canções (Francis Hime / editora Terceiro Nome)                                                          | [ 8 ] [ 9 ]   |
| 2019 | Vilma Eid e Germana Monte-Mór            | Vilma Eid e Germana Monte-Mór              | Arte popular brasileira: olhares contemporâneos                | Instituto do Imaginário do Povo Brasileiro e WMF Martins Fontes | - A fotografia como escrita pessoal: Alair Gomes e a melancolia do corpo - outro (Alexandre Santos / Editora da UFRGS) - Coleção Fundação Edson Queiroz (Aracy A. Amaral e Regina Teixeira de Barros / editora Pinakotheke) - Cultura visual: imagens na modernidade (Erika Zerwes e Iara Lis Schiavinatto / editora Cortez) - Espaço em obra: cidade, arte, arquitetura (Guilherme Wisnik e Julio Mariutti / editora Sesc São Paulo) - Histórias afro-atlânticas: [vol. 1] catálogo (Adriano Pedrosa, Lilia Moritz Schwarcz, Tomás Toledo, Ayrson Heráclito e Hélio Menezes / MASP e Instituto Tomie Ohtake) - Nova história do cinema brasileiro, volumes 1 e 2 (Fernão Pessoa Ramos e Sheila Schvarzman / editora Sesc São Paulo) - Patrimônio colonial latino-americano: urbanismo, arquitetura, arte sacra (Percival Tirapeli / editora Sesc São Paulo) - Projetos culturais e de ensino das artes visuais em diferentes contextos (Leonardo Mèrcher / editora InterSaberes) - TPN - teatro popular do Nordeste: o palco e o mundo de Hermilo Borba Filho (Luís Reis / editora Cepe) | [ 10 ] [ 11 ] |